# Zablon Amanaka
 (mai 2021).
Si vous disposez d'ouvrages ou d'articles de référence ou si vous connaissez des sites web de qualité traitant du thème abordé ici, merci de compléter l'article en donnant les références utiles à sa vérifiabilité et en les liant à la section « Notes et références ».
Zablon Davies Amanaka (né le 1er janvier 1976 et mort le 28 mai 2021) est un footballeur international kényan, qui joua dans le club seychellois de La Passe FC.

## Palmarès
- Saint-Michel United
  - 1 fois champion des Seychelles : 2003 [réf. nécessaire]
- FK Željezničar
  - 1 fois vice-champion de Bosnie-Herzégovine : 2004-05
- East Bengal Club
  - 1 fois vainqueur de la Coupe d'Inde de football : 2007
- Anse Réunion FC
  - 1 fois vainqueur de la Coupe de la Ligue seychelloise de football : 2007